# Petr Fořt
Petr Fořt (ur. 1946 w Czechach) – czeski biochemik, dietetyk, specjalista ds. żywienia sportowego i ogólnego. Ukończył studia na Wydziale Nauk Przyrodniczych Uniwersytetu Karola w Pradze. Początkowo pracował w dziedzinach lekarskich – biochemia kliniczna, eksperymentalna immunologia. Przez następnych 20 lat pracownik naukowy w zakresie biochemii, fizjologii oraz dietetyki sportu wyczynowego.
Jest autorem kilkudziesięciu prac naukowych, głównie z zakresu fizjologii oraz biochemii sportu. Po roku 1989 uczestniczył w międzynarodowych kongresach naukowych poświęconych problematyce wyżywienia populacji oraz tematom specjalnym – aminokwasy. Po roku 1995 współpracował z producentami żywności specjalistycznej, projektując receptury preparatów odżywczych i suplementów diety. Działał w zespołach skupionych wokół czeskich reprezentacji sportowych. Prowadził wykłady na kilku czeskich uczelniach wyższych (Praga, Brno, Ołomuniec), obecnie jest wykładowcą w ramach kształcenia podyplomowego dla dietetyków. Od roku 2001 popularyzuje wiedzę o odżywianiu poprzez regularną współpracę z czeską telewizją publiczną, gdzie bierze udział w cotygodniowym programie „Pod pokrywką”. W zakresie dietetyki współpracuje z praską klinką nowoczesnej geriatrii (tzw. medycyna anty-aging). Do roku 2009 napisał 20 książek i kilkadziesiąt publikacji popularnonaukowych oraz raportów badawczych. Jego prace tłumaczone są także na język polski, pisuje do magazynów zdrowotno-sportowych (m.in. Fitness, Longevity, Regenerace, Wellpess, w Polsce – Kulturystyka i Fitness oraz Sport dla Wszystkich).

## Publikacje książkowe
- Odżywianie i sport (Olympia, Praga 1990),
- Odżywianie nie tylko dla kulturystów (Svět Kulturistiky, Pardubice 1998),
- Odżywianie dla uprawiających kulturystykę oraz fitness (Svět kulturistiky, Pardubice 1999),
- Nowoczesne odżywianie dzieci (Betty, Praha 1998, zmienione wydanie Metramedia, Praga 2000),
- Zdrowe odżywianie nie tylko dla kobiet (Pragma, Praga 1999),
- Recepty oraz tablice żywieniowe nie tylko dla sportowców (Svět Kulturistiky, Pardubice 2000),
- Czego jeszcze nie wiecie o odżywianiu (Svět kulturistiky, Pardubice 2001),
- Nowoczesne żywienie dla kobiet w ciąży, karmiących oraz dzieci (Metramedia, 2001)
- Koniec z nadwagą (Ikar, 2001),
- Jak starzeć się powoli (EB, Praga 2001),
- Odżywianie w pytaniach i odpowiedziach (Svět Kulturistiky, 2001),
- Sport a właściwe odżywianie (Ikar, 2002),
- Co jemy i pijemy, czyli odżywianie na 3 tysiąclecie (Olympia, Praga 2003),
- Koniec z nadwagą u dzieci (Ikar, 2004),
- Zdrowie a suplementy diety (Ikar, 2005),
- Odżywianie dla dobra kondycji oraz zdrowia (Grada, 2005),
- Wiec co mam jeść (Grada, 2006),
- Kobieta to nie mężczyzna, czyli odżywianie tylko dla kobiet (Svět Kulturistiky, Pardubice 2006).
- Żeby dzieciom smakowało (Ikar, 2008)
- Dzięki jedzeniu stańcie się młodszymi -  również po pięćdziesiątce (Computer Press, Brno 2009)